# Staggia (San Prospero)
Staggia (Staza in dialetto carpigiano) è una frazione del comune di San Prospero, in provincia di Modena in Emilia-Romagna.

## Storia
Già abitata in epoca longobarda (VIII secolo), la località si è sviluppata lungo le antiche strade di via Bosco e via Gallerana. Dal XII secolo fece parte della Corte di Roncaglio, legata all'abbazia di Nonantola. Nel XIV secolo ebbe una certa autonomia all'interno del comune di Modena, avendo più avanti la reggenza della Masseria di Roncaglio di Sotto.
Nel 1797, durante l'epoca napoleonica, viene istituito nel Dipartimento del Panaro il nuovo Comune di Roncaglio di Sotto, di cui fecero parte Staggia e Villafranca. Successivamente furono accorpate al Distretto di Mirandola. Il 30 settembre 1859, sotto il Regno di Sardegna, la comunità di Staggia (878 abitanti) viene unita al nuovo comune di San Prospero.
Il 16 settembre 1883 fu inaugurata la stazione di Staggia sulla ferrovia Modena-Mirandola; il giorno successivo si verificò un deragliamento nei pressi dello scambio meridionale in entrata della stazione di Staggia: la locomotiva del treno proveniente da Modena uscì dai binari, trascinano con sé due vagoni. La stazione, insieme a tutta la linea Modena-Mirandola, venne dismessa il 6 settembre 1964 e da allora si trova in totale stato di abbandono ed incuria.

## Monumenti e luoghi d'interesse
- Chiesa parrocchiale di San Michele, di origine longobarda, venne riedificata alla fine del XV secolo dalla famiglia Tosatti e dichiarata giuspatronato nel 1491. La chiesa fu ceduta nel 1639 al conte Francesco Molza, per poi passare al fattore ducale Giulio Cavazza del 1657. Il campanile, edificato nel 1814, fu colpito da un fulmine il 23 marzo 1904. Negli anni 1970 la chiesa venne ampiamente restaurata.[6]
- Casino Barbieri, notevole complesso risalente al XIV secolo e rifatto all'inizio del XIX secolo; l'annesso oratorio di San Luigi risale al 1776.
- Corte Bocchi, notevole costruzione a corte del XV secolo, con casa padronale settecentesca, torre dotata di meridiana ed edifici di pregio architettonico.[7]
- Villa Rizzatti, imponente costruzione del XVII secolo con due torri appartenente alla famiglia Tosatti, sul retro è presente un'antica ghiacciaia.
- Villa Alessandrini, edificata a partire dal XVII secolo.
- Villa Valisnieri, di probabile origine tardo settecentesca. Ancora circondata da alberi secolari, come altre ville storiche del territorio è posta sulla antica via Bosco che conduceva, fin dai tempi del medioevo, allo storico Bosco della Saliceta.
- Casino Zanfrognini, complesso padronale del XVII-XVIII secolo
- Vecchio Quartiere (prima casa a destra venendo da via Uccivello), luogo in cui si acquartierarono le truppe dirette all'assedio della Mirandola di papa Giulio II nel 1510.[8]